# Just Like Tom Thumb's Blues
Just Like Tom Thumb's Blues è un brano musicale scritto ed eseguito dal cantautore statunitense Bob Dylan, incluso nel suo album del 1965 Highway 61 Revisited. Due distinte versioni dal vivo furono pubblicate rispettivamente come B-side del singolo I Want You, e sulla compilation The Bootleg Series Vol. 4: Bob Dylan Live 1966, The "Royal Albert Hall" Concert. Il brano è stato reinterpretato da numerosi artisti, tra i quali: Gordon Lightfoot, Nina Simone, Barry McGuire, Judy Collins, Frankie Miller, Linda Ronstadt, Grateful Dead, Neil Young, The Black Crowes, e Bryan Ferry.

## Il brano
Just Like Tom Thumb's Blues è costituita da sei strofe e da nessun ritornello. Il testo descrive una sorta di incubo che il narratore ha vissuto a Juarez, in Messico, durante il quale ha incontrato malattia, disperazione, prostitute, santi, donne ombrose, autorità corrotte, alcool e droghe, prima di decidere finalmente di tornare a New York City. Il testo incorpora diversi riferimenti letterari ad opere di Malcolm Lowry, Edgar Allan Poe, e Jack Kerouac, mentre il titolo della canzone, oltre che alla celebre fiaba di pollicino, è un riferimento alla poesia La mia bohème di Arthur Rimbaud (« ...Pollicino sognante, nella mia corsa sgranavo... »).

### Testo e musica
La canzone venne incisa il 2 agosto 1965 negli studi della Columbia a New York, lo stesso giorno nel quale Dylan registrò anche Ballad of a Thin Man, Highway 61 Revisited e Queen Jane Approximately, altre tre canzoni incluse in Highway 61 Revisited. Tuttavia, Just Like Tom Thumb's Blues richiese molti più tentativi di perfezionamento rispetto alle altre canzoni della stessa seduta; soltanto alla take numero 16 Dylan e la sua band catturarono su nastro la versione definitiva che sarebbe poi apparsa sull'album. Secondo il biografo di Bob Dylan Clinton Heylin, i musicisti che accompagnarono Dylan nella take inserita in Highway 61 Revisited furono Mike Bloomfield alla chitarra elettrica, Al Kooper al pianoforte elettrico, Paul Griffin al pianoforte, Harvey Brooks al basso e Bobby Gregg alla batteria. In una versione embrionale della canzone, Sam Lay fu il batterista e Frank Owens suonò il pianoforte. La take 5, che vede la presenza di Lay ed Owens, è stata inclusa nell'album del 2005 The Bootleg Series Vol. 7: No Direction Home: The Soundtrack.
Musicalmente, Just Like Tom Thumb's Blues consiste in 6 strofe senza il raccordo di nessun ritornello, variate da qualche accordo e dall'enfasi del canto di Dylan. Tastiera, batteria e voce forniscono la base, mentre Mike Bloomfield suona la chitarra elettrica con influenze latinoamericane. La parte tastieristica in particolare, ha un utilizzo innovativo di due pianoforti diversi, con Al Kooper al piano elettrico Hohner Pianet e Paul Griffin al piano honky-tonk.

## Tracce singolo
Columbia 4-43683
1. I Want You - 2:57
2. Just Like Tom Thumb's Blues [live] - 5:36

## Cover

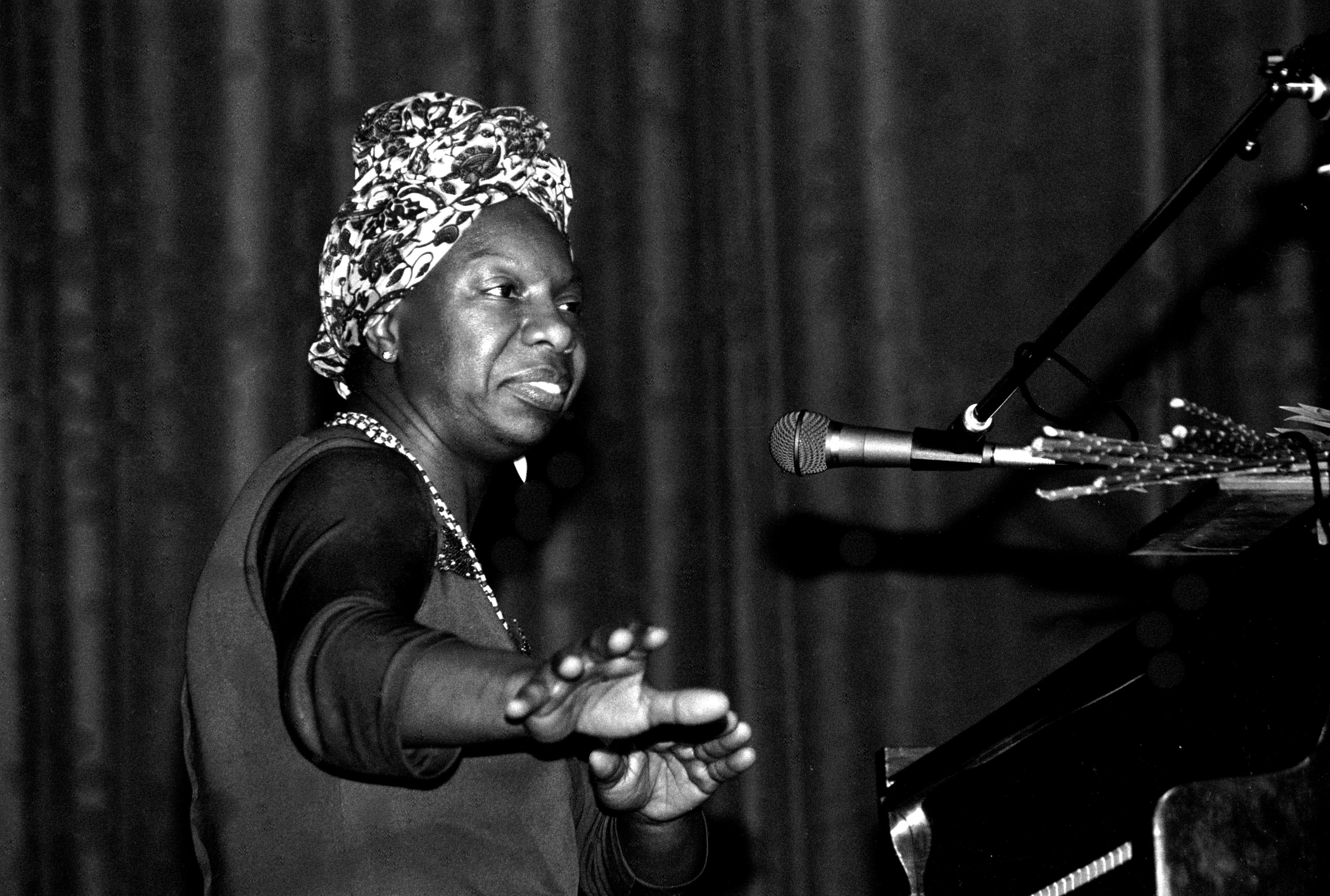
Nina Simone reinterpretò Just Like Tom Thumb's Blues nel 1969

- Gordon Lightfoot reinterpretò Just Like Tom Thumb's Blues nel 1965.[4][5]
- Barry McGuire nel suo album del 1966 This Precious Time.
- Judy Collins nel 1966 sull'album In My Life.
- Nina Simone nel 1969 nel disco To Love Somebody.[6]
- Frankie Miller nel 1973 in Once in a Blue Moon.
- Linda Ronstadt nel 1998 in We Ran.
- Bryan Ferry nel suo album del 2007 Dylanesque.[7]
- I Grateful Dead dal vivo in concerto sull'album View from the Vault, Volume One.
- Neil Young durante il The 30th Anniversary Concert Celebration del 1992 in onore del trentennale della carriera di Dylan.
- I Beastie Boys campionarono le ultime due frasi di Just Like Tom Thumb's Blues per la loro canzone Finger Lickin' Good, apparsa sull'album Check Your Head del 1992.[8]